# Beiselia mexicana
Beiselia mexicana är en tvåhjärtbladig växtart som beskrevs av L.L. Forman. Beiselia mexicana ingår i släktet Beiselia och familjen Burseraceae. Inga underarter finns listade i Catalogue of Life.